# 1438年
| 千纪： | 2千纪 |
| 世纪： | 14世纪 \| 15世纪 \| 16世纪                                                                                 |
| 年代： | 1400年代 \| 1410年代 \| 1420年代 \| 1430年代 \| 1440年代 \| 1450年代 \| 1460年代                           |
| 年份： | 1433年 \| 1434年 \| 1435年 \| 1436年 \| 1437年 \| 1438年 \| 1439年 \| 1440年 \| 1441年 \| 1442年 \| 1443年 |
| 纪年： | 戊午年（马年）；明正统三年；越南紹平五年；日本永享十年                                                     |

## 大事记
- 1月1日——阿爾布雷希特二世加冕為匈牙利國王。
- 3月18日——哈布斯堡的阿爾布雷希特二世成為羅馬人民的國王，德意志王國進入哈布斯堡王朝。
- 9月13日——阿方索五世成為葡萄牙國王。
- 蒙古瓦剌部領袖脫歡攻殺擁立阿魯台的阿台汗，立脫脫不花為大汗，自任為丞相，進一步控制了東部蒙古。
- 金帳汗國分裂後，成吉思汗長子朮赤的一個後裔建立了克里米亞汗國，隨即成為奧圖曼帝國的附庸；拔都的兄弟禿花帖木兒後人兀魯·穆罕默德和兒子馬赫第提克在喀山建立喀山汗國。
- 帕查庫特克建立印加帝國。

## 逝世
- 8月23日：庆靖王朱㮵
- 9月9日：杜阿爾特一世，葡萄牙阿維什王朝國王，若昂一世的次子。
- 阿台汗，韃靼君主，第25代蒙古大汗。